# 卢西列
卢西列（義大利語：Lusigliè），是意大利皮埃蒙特大区都靈廣域市的一个市镇。总面积5平方公里，人口567人，人口密度113.4人/平方公里（2009年）。ISTAT代码为001141。